# 李岱
李岱（1445年—1512年），字宗岳，山西太原府平定州樂平縣人，軍籍，明朝政治人物。

## 生平
山西鄉試第十九名舉人。成化二十三年（1487年）中式丁未科會試第一百二十七名，三甲第一百七十名進士。弘治二年（1489年）正月授南京刑科給事中，十年八月升南京光禄寺少卿，丁憂服闋，十六年七月復除原职，正德三年以考察降调陈州知州，起升太僕寺少卿，四年（1509年）四月被令致仕。五年十一月起为陕西布政司右参政，未赴任，丁父憂卒，七年二月卒，年六十八。

## 家族
曾祖李德；祖父李季忠，遇例冠帶；父李寧，母劉氏。具庆下。弟李恒。